# Аминта IV
Аминта IV (Ἀμύντας; умро 336. пре н. е.) био је краљ Македоније из куће Аргијада.
Аминта је био син краља Пердике III. Имао је тек три године, када му је отац погинуо у борби против Илира. Регенство над земљом је за неко време преузео његов стриц Филип II, док није 356. године пре н. е. потпуно узурпирао престо. Међутим, Филип је и даље третирао Аминту као пуноправног члана краљевске хуће. Између осталог, поставио је неколико младића, синове аристократије, да га служе као пратња, другови (синтрофи). Један од њих био је Филота. Касније је Филип оженио Аминту својом ћерком Кинаном.
Упркос губитка власти чини се да је Аминтин краљевски статус и даље био признат, пре свега у грчком свету, вероватно зато да би се дискредитовала Филипова владавина као незаконита. На новцу беотске Ливадије назива се краљем Македоније. Град Оропос му је доделио почасно грађанско право (проксенија).
Године 336. пре н. е., Филип је убијен, након чега је његов син Александар Велики преузео владавину над краљевством. Чини се да је Аминта планирао преврат, када се Александар прве године своје владавине борио да утврди своју власт. У сваком случају Аминта је смакнут по његовом наређењу.
Аминта је из брака са Кинаном имао ћерку, Адеу/Еуридику, која се касније удала за краља Филипа III Аридеја.